# Arnold Sommerfeld Center
Das Arnold Sommerfeld Center (ASC) ist ein Forschungszentrum für theoretische Physik an der Ludwig-Maximilians-Universität in München.
Es wurde am 5. November 2004 gegründet.
Das ASC ist zugleich ein internationales Begegnungszentrum, das Wissenschaftlern aus aller Welt und aus allen Disziplinen der theoretischen Physik die Möglichkeit zu Diskussionen, Wissensaustausch und wissenschaftlicher Zusammenarbeit bietet.
Ein wesentliches, über die einzelnen Fachdisziplinen hinausreichendes Element des ASC ist die gemeinsame Gestaltung der fortgeschrittenen Lehre. Viele Methoden und Techniken der theoretischen Physik werden mit großem Erfolg in den unterschiedlichsten Teilbereichen der theoretischen Physik angewandt.
Anknüpfend an die Tradition von Arnold Sommerfeld verpflichtet sich das ASC durch ein breites Angebot an fortgeschrittenen Vorlesungen, Seminaren und Workshops unter Einbeziehung der Gastwissenschaftler, zur Graduiertenförderung, zur Elitenförderung für Nachwuchswissenschaftler und zur Internationalisierung des Studiums.
Das ASC verleiht einmal jährlich den Arnold-Sommerfeld-Promotionspreis für die beiden besten Dissertationen in theoretischer Physik des vergangenen Jahres. Eine Voraussetzung für die Verleihung ist die erfolgreiche Mitgliedschaft in der ASC Graduate School.

## Eingebundene Lehrstühle
- Theoretical Solide State Physics (Jan von Delft)
- Theoretical Astroparticle Physics and Cosmology (Wjatscheslaw Muchanow)
- Theoretical Particle Physics (Gia Dwali)
- Mathematical Physics and String Theory (Dieter Lüst)
- Statistical and Biological Physics (Erwin Frey)
- Theoretical Quantum Optics (Axel Schenzle)
- Computational and Plasma Physics (Hartmut Ruhl)
- Theoretical Nanophysics (Ulrich Schollwöck)
- Elite Master Course - Theoretical and Mathematical Physics (Robert Helling)